# Phare du Tréport
Le phare du Tréport est un phare situé en Seine-Maritime. Il est cylindrique, composé d'une tour blanche et verte et se situe en bout de la jetée-ouest de la ville du Tréport. Il marque l'entrée du port.

## Historique
Un tableau représentant l'arrivée de la reine Victoria au Tréport lors de sa visite en France en 1843 atteste la présence d'un phare, qui figure également sur un croquis de 1845 de Joseph Mallord William Turner et sur un plan de 1829 représentant les principaux phares de la Seine-inférieure conservé aux Archives nationales. En 1846, le peintre Auguste Jugelet grave une estampe montrant le phare dans sa première version.
En 1907, un nouveau phare est représenté sur des cartes postales.

## Caractéristique dufeu maritime
Fréquence : 10 secondes (G)
- Lumière : 0.4 seconde
- Obscurité : 2.1 secondes
- Lumière : 0.4 seconde
- Obscurité : 7.1 secondes

## Galerie

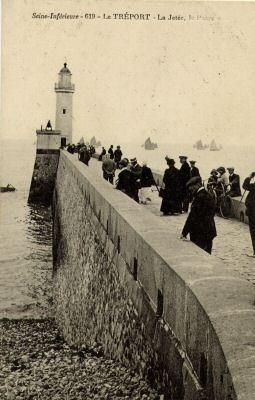
Le phare en 1915
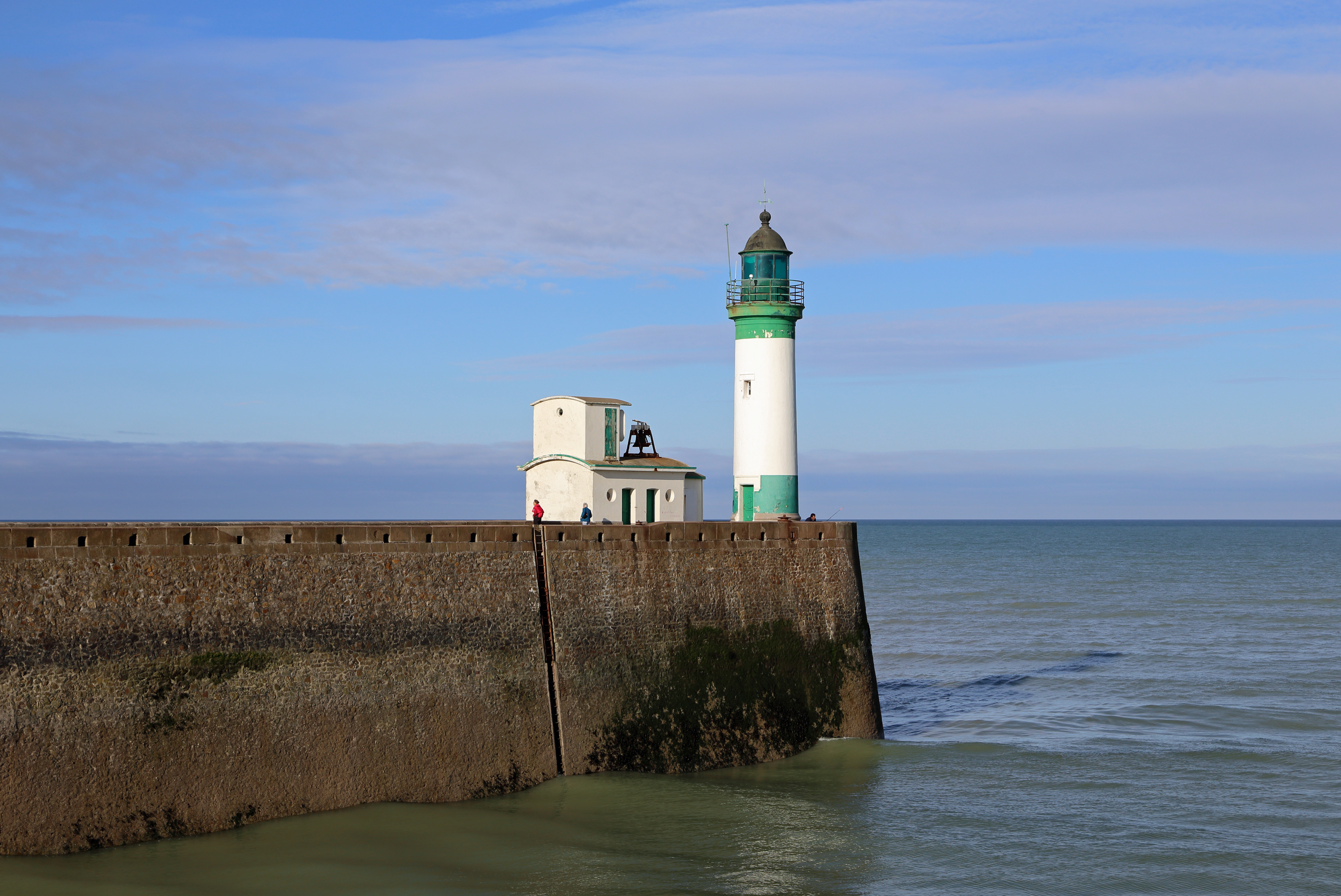
Le phare en 2017
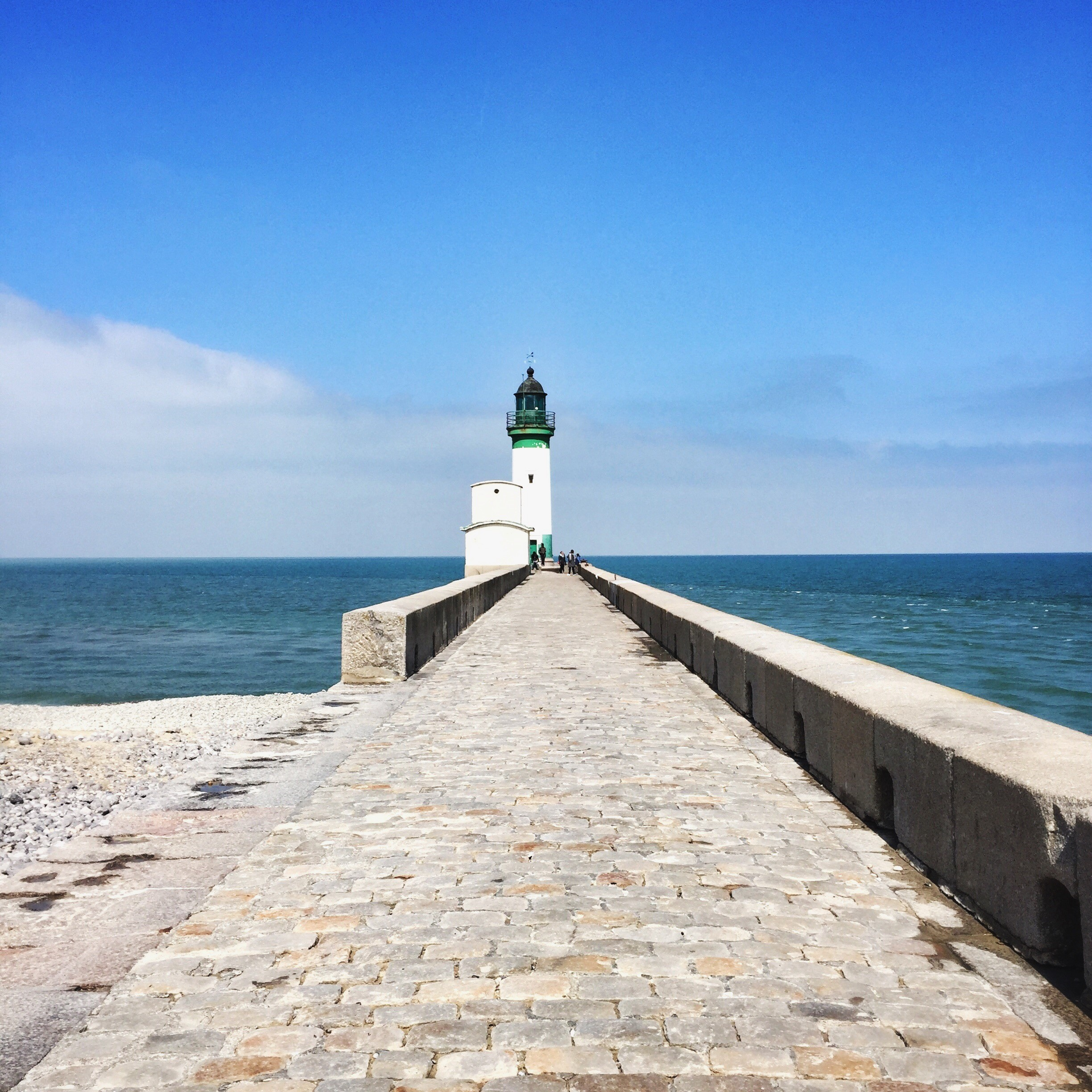
Le phare du Tréport au bout de la jetée en 2019